# تپه مورد راز
تپه مورد راز در شهرستان بویراحمد، بخش مرکزی، روستای موردراز واقع شده و این اثر در تاریخ ۱۱ دی ۱۳۸۰ با شمارهٔ ثبت ۴۵۵۴ به‌عنوان یکی از آثار ملی ایران به ثبت رسیده است.